# Arthur Lossow
Arthur Emil Lossow (* 30. Oktober 1849 in Glauchau; † 31. Oktober 1943 ebenda) war ein deutscher Kaufmann und Textilunternehmer und als solcher Mitgründer der Vereinigten Glanzstoff-Fabriken AG. Für seine Verdienste um die Entwicklung der Textilindustrie in Sachsen und sein soziales bürgerliches Engagement in Glauchau wurde ihm vom sächsischen König Friedrich August 1904 der Titel Kommerzienrat sowie im Mai 1911 aus Anlass des Geburtstages des Königs der Albrechts-Orden verliehen. Seine von ihm errichtete und von seinem Sohn Emil bewohnte Villa ist ein in Glauchau einzigartiges Zeugnis des Historismus und Kulturdenkmal. Er selbst bewohnte bis zu seinem Tod die von seinem Schwiegervater Gustav Ramminger errichtete und später denkmalgeschützte Villa, heute Paul-Geipel-Straße 4. Sein Grabmal auf dem Friedhof in Glauchau steht unter Denkmalschutz.

## Leben
Arthur Lossow war das zweite von vier Kindern des Kaufmanns Emil Lossow und seiner Frau Marie Emilie Albertine Lossow, geborene Walther. Arthurs jüngere Brüder waren William Lossow und Max Lossow. Nach dem Besuch der Bürger- und Realschulen in seiner Geburtsstadt wechselte er 1863 auf die Annenschule in Dresden und absolvierte danach von 1865 bis 1868 die Handelsschule in Leipzig.
Nach kurzer Tätigkeit im väterlichen Betrieb ging er zur weiteren Ausbildung nach Reims in die Firma Marteau frères zu Charles Marteau, dem Vater des späteren Geigers und Komponisten Henri Marteau. Nach seiner Teilnahme am Deutsch-Französischen Krieg kehrte er zurück in den Familienbetrieb, wurde dort Prokurist und 1876 Teilhaber der Firma Gebrüder Lossow.
Lossow war von September 1899 bis Juni 1931 auch Mitbegründer und Vertreter der 1899 in Aachen gegründeten Vereinigten Glanzstoff-Fabriken AG. Die von ihm geführte Sächsische Gruppe, die mit 200.000 Mark an der Gründung beteiligt war, nahm man in das Gründerkonsortium mit hinein, weil von Anfang an Wert darauf gelegt wurde, eine Verbindung zur dortigen Textilindustrie herzustellen.
1904 wurde Arthur Lossow der Titel Kommerzienrat verliehen. In den 1900er Jahren war er auch als Handelsrichter der Handelskammer Chemnitz tätig. Er engagierte sich auch sozial in Glauchau und beschenkte unter anderem die bereits bestehende Lossow-Stiftung für Frauenunterstützung. Als Mäzen förderte er u. a. den in Glauchau geborenen Maler Erich Fraaß.

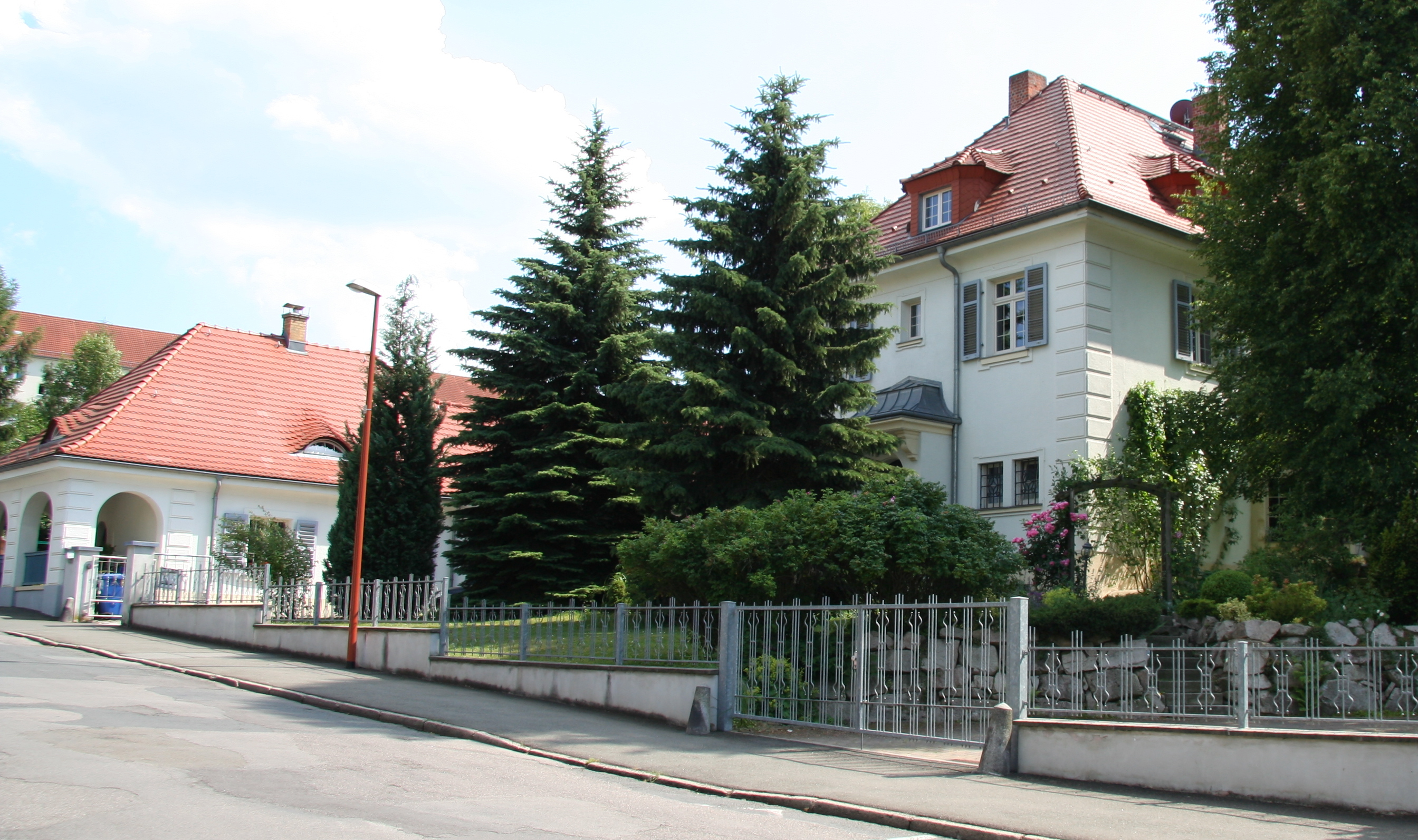
Lossow’sche Villa in Glauchau

Im Ersten Weltkrieg bemühte er sich u. a. um die Freilassung des inhaftierten Geigers Henri Marteau, dessen Vater er aus seiner Zeit in Reims persönlich kannte.
In Glauchau ließ er von seinem Bruder William Lossow und Max Hans Kühne 1916/17 die Lossow’sche Villa in der Clementinenstraße 8 errichten.
Er war Mitglied des Deutschen und Österreichischen Alpenvereins.
Das Grabmal von Arthur Lossow auf dem Friedhof Glauchau, Lichtensteiner Straße, hat sich bis heute erhalten. Es steht als Erbbegräbnis Familie Emil Lossow, Grabfeld I.7 unter Denkmalschutz.

## Familie
Lossow war seit dem 6. Mai 1873 mit Julie Therese Ramminger verheiratet, der Tochter des Mitbegründers der Färberei Lorenz & Ramminger, Gustav Adolf Ramminger.

## Auszeichnungen
- Dienstauszeichnung Landwehr (L.D.A.) 2. Klasse[11]
- 1904: Ehrentitel Kommerzienrat
- 1911: Albrechts-Orden (Ritterkreuz I. Klasse mit der Krone)[12]